# 渥美友勝
渥美 友勝（あつみ ともかつ）は、戦国時代から安土桃山時代の武将。

## 略歴
父の代からの松平氏の家臣。天文13年（1544年）伊勢で増上頼母という人を口論の末に殺してしまったため自害しようとしたが、広忠が慰留したために尾張へと出奔して織田信長に仕える。弘治2年（1556年）稲生の戦いに功があった。永禄3年（1560年）桶狭間の戦いでは大高城に滞在する松平元康（徳川家康）に今川義元戦死を伝え、岡崎城への撤退を促した。その際、服部政光とともに兵糧を差し出している。以後は再び松平氏（徳川氏）に仕えた。
永禄5年（1562年）御油の合戦で本多正信を助ける功名を立て、永禄6年（1563年）三河一向一揆鎮圧や、元亀元年（1570年）姉川の戦いで活躍。元亀3年（1573年）三方ヶ原の戦いでは殿軍を務めた。天正3年（1575年）長篠の戦いでは与力20騎と足軽30人を預けられて活躍。以後も高天神城の戦いや小田原征伐に従軍した。天正18年（1590年）徳川氏が関東に移封となると上総周准郡に1000石を与えられ、大番頭。また鷹狩りを嗜んでいたことから特に放鷹を許され、ハイタカとハヤブサを一羽ずつ与えられた。